# Rachel Braunschweig
Pour les articles homonymes, voir Braunschweig (homonymie).
Rachel Braunschweig, née le 29 mai 1968 à Zurich (Suisse), est une actrice suisse.

## Biographie
Rachel Braunschweig naît à Zurich le 29 mai 1968].
Elle termine ses études de base en littérature allemande et comparée à l'université de Zurich de 1989 à 1991. Elle étudie ensuite le théâtre jusqu'en 1995 à l'université des Arts de Zurich, spécialisée en théâtre. Depuis 1993, elle joue sur diverses scènes de théâtre telles que le Kellertheater Bremgarten, le Landesbühne Niedersachsen Nord, la Rote Fabrik, le Deutsches Schauspielhaus, le théâtre de Saint-Gall et l'opéra de Zurich.
En 1996, elle joue dans un second rôle dans l'épisode Die Abrechnung de Tatort. elle joue ensuite dans des productions cinématographiques suisses et allemandes. Entre 2005 et 2013, elle se concentre de plus en plus sur le théâtre. Depuis 2016, elle travaille à nouveau davantage dans des productions cinématographiques. En 2017, elle reçoit le prix du cinéma suisse dans la catégorie meilleur second rôle pour son interprétation dans L'Ordre divin. En 2018, elle apparaît dans Blue My Mind (de) et Le Formidable Envol de Motti Wolkenbruch, puis, en 2019, dans Zwingli et Aus dem Schatten. En 2020, elle joue dans Spagat (de), le premier long métrage de Christian Johannes Koch.

## Filmographie partielle

### Cinéma
- 2003 : Adam und Eva (de)
- 2016 : Finsteres Glück (de)
- 2017 : L'Ordre divin (Die göttliche Ordnung)
- 2018 : Blue My Mind (de)
- 2018 : Le Formidable Envol de Motti Wolkenbruch
- 2019 : Zwingli (de)
- 2020 : Spagat (de) de Christian Johannes Koch

### Télévision
- 1996 : Tatort, épisode Die Abrechnung
- 1999 : Fascht e Familie (de) (sitcom)
- 2003 : Moritz (téléfilm)
- 2005 : Mission sauvetages (Die Rettungsflieger, série télévisée)
- 2013 : Les Suisses (Die Schweizer, série télévisée, épisode 1x02)
- 2019 : Aus dem Schatten (de) (téléfilm)
- 2020 : Tatort, épisode Züri brännt (série télévisée)
- 2021 : Tatort, épisode Schoggiläbe (série télévisée)

## Distinctions
- 2017 : Prix du cinéma suisse du meilleur second rôle pour L'Ordre divin (Die göttliche Ordnung)